# Гонзага, Томас Антониу
Тома́с Анто́ниу Гонза́га (порт. Tomás Antônio Gonzaga; 11 августа 1744, Мирагайа, Порту, Португалия — февраль 1810, остров Мозамбик) — бразильский поэт, адвокат и общественный деятель, один из руководителей заговора в Минас-Жерайсе (1789).

## Биография
Томас Антониу Гонзага родился в Португалии, однако детство и отрочество провёл в Баии (Бразилия). Вернувшись в Португалию, Гонзага получил высшее образование на юридическом факультете Коимбрского университета, после чего начал юридическую практику.
В 1782 году Гонзага переехал в Бразилию, где был назначен прокурором в городе Вила-Рика. В Бразилии Гонзага стал членом общества либерально настроенных поэтов, которое скоро переросло в тайную политическую организацию, подготовившую план антипортугальского заговора. Однако в мае 1789 года заговор был раскрыт, а его участники арестованы. В 1792 году Гонзага, как и другие заговорщики, был приговорён к смертной казни, которая позже была заменена на пожизненную ссылку в Мозамбик.
Оставшуюся жизнь Гонзага провёл на острове Мозамбик, где и скончался в 1810 году.

## Творчество
Для поэзии Томаса Гонзаги характерны элементы просветительского реализма и сентиментализма, а в последний период творчества ещё и романтические мотивы. Так, первая часть сборника его стихов «Дирсеева Марилия», написанная в 1792 году, отличается непосредственностью и простотой формы, во второй же части, завершённой в 1799 году, ощутимы элементы предромантизма.
Гонзаге приписывается авторство анонимной сатирической поэмы «Чилийские письма» (написана в 1788—1789 годах, опубликована в 1835), которая является выдающимся образцом просветительского реализма и одним из наиболее значительных сатирических произведений XVIII века.

## Интересные факты
В 1825 году Пушкин написал стихотворение «С португальского», которое является вольным переводом одной из элегий Гонзаги «Воспоминания» (Recordações) из сборника «Дирсеева Марилия».